# Geza X
Geza Gedeon (né le 28 septembre 1952), professionnellement connu sous le nom de Geza X, est un producteur américain. Il débute en étant actif à la fin des années 1970 dans la scène punk californienne (notamment à Los Angeles et San Francisco). Il monte ensuite plusieurs studio d'enregistrement et devient très actif dans la scène pop rock et indie à Los Angeles.

## Biographie

### Enfance
Gedeon naît dans l'Indiana et déménage en Californie à l'adolescence. Ses parents sont d'origine hongroise. Il choisit la lettre X dans son surnom en hommage à Malcom X.

### Scène punk californienne
Geza produit des disques de plusieurs groupes punk californiens de la première heure, notamment les Dead Kennedys, Germs, Redd Kross, Black Flag, The Avengers et The Weirdos. Ses productions de Holiday in Cambodia pour Dead Kennedys et Lexicon Devil pour Germs distinguent le son punk californien des autres groupes de l'époque par son excentricité, son humour et sa fougue, faisant de Los Angeles et de San Francisco des scènes très différentes de celles de New York ou de Londres.
Le producteur de disques Howie Klein, qui écrivait alors pour BAM, un magazine musical de San Francisco, aurait déclaré : "...Geza X est la seule personne à pouvoir capturer la puissance et l'urgence irrésistibles de la côte ouest".

### Geza X and the Mommymen
Geza joue également de la guitare, chante et s'occupe de la plupart des problèmes de studio au sein de son groupe Geza X and the Mommymen. On lui attribue la paternité de l'utilisation des micros-casques, aujourd'hui omniprésents dans la musique. Ils ont sorti un single officiel et un album complet You Goddam Kids! sur le label Final Gear, fondé par lui-même, en 1982. La chanson Isotope Soap figure également sur la compilation Let Them Eat Jellybeans! de Jello Biafra, sortie sur Alternative Tentacles, et We Need More Power apparaît sur Rodney on the ROQ : Volume Two de Posh Boy. Le fan club Power Pals a été créé après la sortie de cette dernière chanson.

### City Lab
Dans les années 1990, X ouvre un studio d'enregistrement, City Lab, avec Josie Cotton et enregistre des artistes comme Butt Trumpet. Il a connâit son plus grand succès grand public en 1997, lorsque Bitch de Meredith Brooks, qu'il a produit au City Lab, est restée 30 semaines au Billboard Hot 100, atteignant la deuxième place pendant six semaines.

### Satellite Park Recording
Toujours avec Cotton, X a conçu, construit, possédé et exploité Satellite Park Recording, à Malibu, en Californie, le "sous-sol de la colline" qu'Elliott Smith évoque dans From a Basement on the Hill car il y a beaucoup enregistré. Satellite Park ferme ses portes le 1er janvier 2011 après 13 ans d'enregistrement pour des labels indépendants et majeurs.
Geza est aujourd'hui l'un des organisateurs de The Vortex, un centre communautaire polyvalent situé dans le centre-ville de Los Angeles et dédié à l'activisme politique et social.

## Discographie
Il est intervenu sur de nombreux projets musicaux,, dont :

### En tant que musicien
- Geza X and the Mommymen : You Goddam Kids, 1982
- Let Them Eat Jellybeans!, 1982
- Cheikha Rimitti : Sidi Mansour, 1994

### En tant que producteur
- Indigo, Sassafras and Molasses, Vaginal Davis, 1978

- Lexicon Devil, Germs, 1978
- Six Pack (EP), Black Flag, 1981
- Millions of Dead Cops, MDC, 1982
- The First Four Years, Black Flag, 1983
- Give Me Convenience or Give Me Death, Dead Kennedys, 1987
- Primitive Enema, Butt Trumpet, 1994
- Fire All Your Guns at Once, Magnapop, 1996

- Rubbing Doesn't Help, Magnapop, 1996
- Blurring the Edges, Meredith Brooks, 1997
- Milking the Sacred Cow, Dead Kennedys, 2007
- Everything Is Oh Yeah, Josie Cotton, 2019